# Hydroporus bodemeyeri
Hydroporus bodemeyeri là một loài bọ cánh cứng trong họ Bọ nước. Loài này được Ganglbauer miêu tả khoa học năm 1900.